# Kommt und lasst uns Christum ehren
Kommt und lasst uns Christum ehren (EG 39, MG 261, RG 403, NG 19, AK 331, F&L 210) ist ein Christnachtsgesang von Paul Gerhardt. Der Text wurde erstmals 1667 als Weihnachts-Gesang in den von Johann Georg Ebeling herausgegebenen Geistlichen Andachten veröffentlicht und später in Johann Crügers Gesangbuch Praxis Pietatis Melica übernommen. Es ist dem in alter Zeit besonders verbreiteten Quem pastores laudavere (aus dem Hohenfurter Liederbuch um 1460) nachgebildet. Melodieⓘ und Versmaß des deutschen Liedes sind dem ersten Teil der Quempas-Melodie entlehnt. Diese Melodie ist auch Grundlage des Weihnachtsliedes „Hört, es singt und klingt mit Schalle“ des evangelischen Schweizer Kirchenliederdichters Markus Jenny. Die Gerhardtsche Version von „Kommt und lasst uns...“ hat mit acht Strophen allerdings doppelt so viele wie die lateinische.
Ein Chorsatz auf Gerhardts Text zur traditionellen Melodie des Quem pastores stammt von Max Reger (aus 12 deutsche geistliche Gesänge). Auch einem Chorsatz von Michael Praetorius (1571–1621) wird Gerhardts Text gelegentlich unterlegt. Eine vollständige Neuvertonung stammt von Ernst Pepping (aus dem Liederbuch nach Gedichten von Paul Gerhardt, Nr. 7, 1945/46).

## Text
| Erstdruck 1667 | Heute übliche Fassung (EG 39, Strophe 6 ELKG² 352) |
| --- | --- |
| KOmmt und last uns Christum Ehren / Hertz und Sinnen zu ihm kehren: Singet frölich / last euch hören Wertes Volck der Christenheit. Sünd und Hölle mag sich grämen / Tod und Teuffel mag sich schämen: Wir / die unser Heyl annehmen Werffen allen Kummer hin. Sehet / was hat GOtt gegäben? Seinen Sohn zum ewgen Leben. Dieser kan und wil uns heben Aus dem Leid ins Himmels-Freud. Seine Seel ist uns gewogen: Lieb und Gunst hat ihn gezogen Uns / die Satanas betrogen Zu besuchen aus der Höh. Jacobs Stern ist aufgegangen / S[t]illt das sehnliche Verlangen / Bricht den Kopf der alten Schlangen Und zerstört der Höllen Reich. Unser Kercker / da wir sassen / Und mit Sorgen ohne Massen / Uns das Hertze selbst abfrassen / Ist entzwey und wir sind frey. O du hoch gesegnte Stunde / Da wir daß von Hertzengrunde / Gläuben / und mit unserm Munde Dancken dir / o Jesulein. Schönstes Kindlein in dem Stalle Sey uns freundlich / bring uns alle / Dahin / da mit süssem Schalle Dich der Engel Heer erhöht! | Kommt und laßt uns Christus ehren, Herz und Sinnen zu ihm kehren; singet fröhlich, laßt euch hören, wertes Volk der Christenheit. Sünd und Hölle mag sich grämen, Tod und Teufel mag sich schämen; wir, die unser Heil annehmen, werfen allen Kummer hin. Sehet, was hat Gott gegeben: seinen Sohn zum ewgen Leben. Dieser kann und will uns heben aus dem Leid ins Himmels Freud. Seine Seel ist uns gewogen, Lieb und Gunst hat ihn gezogen, uns, die Satan hat betrogen, zu besuchen aus der Höh. Jakobs Stern ist aufgegangen, stillt das sehnliche Verlangen, bricht den Kopf der alten Schlangen und zerstört der Höllen Reich. (Unser Kerker, da wir saßen und mit Sorgen ohne Maßen uns das Herze selbst abfraßen ist entzwei und wir sind frei!) O du hochgesegnete * Stunde, da wir das von Herzensgrunde glauben und mit unserm Munde danken dir, o Jesulein. Schönstes Kindlein in dem Stalle, sei uns freundlich, bring uns alle dahin, da mit süßem Schalle dich der Engel Heer erhöht. |